# عهدنامه ۱۸۲۲ ایران و انگلیس
عهدنامه ۱۸۲۲ ایران و انگلیس که به نام‌های عهدنامه شیراز و قرارداد بروس-زکی‌خان نیز شناخته می‌شود، قراردادی در سال ۱۸۲۲ میلادی (۱۲۳۷ قمری) میان ایران قاجاری و انگلستان برای رفع اختلافات دو طرف بود.

## تاریخچه
واکنش‌های ایران به نفوذ برنامه‌ریزی‌شده انگلستان در خلیج فارس انعقاد قرارداد شیراز را در تاریخ ۱۲ ذی‌الحجه ۱۲۳۷ قمری برابر با ۳۰ اوت ۱۸۲۲ میلادی در شیراز میان میرزا زکی‌خان، وزیر و نماینده حسین‌علی میرزا حاکم فارس در دوره فتحعلی شاه، و ویلیام بروس، نمایندۀ انگلستان در خلیج فارس، در پی داشت. این قرارداد برای رفع مسالمت‌آمیز اختلافات دو طرف، انگلستان را به شناسایی حق حاکمیت ایران بر بحرین و جبران خسارت‌های وارده به بندر لنگه و چارک و ایران را به پس گرفتن اتهام خود مبنی بر نقش داشتن انگلستان در نابودی کشتی‌های ایرانی و موافقت با استقرار ناوگان انگلستان به مدت پنج سال در یکی از جزیره‌ها یا بندرهای خلیج فارس وامی‌داشت.

## پیامدها
امضای این قرارداد، توفیق بزرگی در دیپلماسی ایران به‌شمار می‌رفت؛ زیرا بر پایه آن انگلستان حق حاکمیت ایران را بر بحرین رسمی می‌دانست و آسیب‌دیدگی کشتی‌ها و بندرهای ایرانی را جبران می‌کرد. با این حال حکومت هند بریتانیا اجرای آن را لازم ندانست و بروس را نیز از سمت خویش برکنار کرد چرا که در آن دوره سیاست انگلیس حمایت از استقلال شیوخ خلیج فارس بر کانون قرارداد عمومی دریایی ۱۸۲۰ می‌گشت. این اقدام ناخرسندی دربار ایران را نیز در پی داشت.
در دوره پهلوی نیز برای اثبات حق حاکمیت ایران بر بحرین به این قرارداد استناد شد که بریتانیا به آن اعتنایی نکرد.